# Cúp Vàng CONCACAF 2015
Cúp Vàng CONCACAF 2015 là Cúp Vàng CONCACAF lần thứ 13 do CONCACAF tổ chức.
Giải đấu sẽ được đồng diễn ra tại Hoa Kỳ và Canada từ 7 đến 26 tháng 7 năm 2015. Giải đấu có 12 đội tham dự, chia làm 3 bảng 4 đội để chọn ra 2 đội đứng đầu bảng và đội đứng thứ ba có thành tích tốt nhất giành quyền vào vòng trong.
Mexico giành chức vô địch CONCACAF lần thứ 7 sau khi vượt qua Jamaica với tỉ số 3–1 ở trận chung kết. Mexico trở thành đại diện của CONCACAF tham dự Cúp Liên đoàn các châu lục 2017 diễn ra tại Nga.

## Các đội giành quyền tham dự
| Đội                                                          | Tư cách qua vòng loại | Lần tham dự | Thành tích tốt nhất                          | Xếp hạng FIFA |
| Vùng Bắc Mỹ                                                  | Vùng Bắc Mỹ           | Vùng Bắc Mỹ | Vùng Bắc Mỹ                                  | Vùng Bắc Mỹ   |
| ------------------------------------------------------------ | --------------------- | ----------- | -------------------------------------------- | ------------- |
| Hoa Kỳ (Đương kim vô địch)                                   | Đồng chủ nhà          | 13          | Vô địch (1991, 2002, 2005, 2007, 2013)       | 27            |
| México                                                       | Vào thẳng             | 13          | Vô địch (1993, 1996, 1998, 2003, 2009, 2011) | 23            |
| Canada                                                       | Đồng chủ nhà          | 12          | Vô địch (2000)                               | 109           |
| Top 4 Cúp bóng đá Trung Mỹ 2014                              |                       |             |                                              |               |
| Costa Rica                                                   | Vô địch               | 12          | Á quân (2002)                                | 14            |
| Guatemala                                                    | Á quân                | 10          | Hạng tư (1996)                               | 93            |
| Panamá                                                       | Hạng ba               | 7           | Á quân (2005, 2013)                          | 54            |
| El Salvador                                                  | Hạng tư               | 9           | Tứ kết (2002, 2003, 2011, 2013)              | 89            |
| Top 4 Cúp bóng đá Caribe 2014                                |                       |             |                                              |               |
| Jamaica                                                      | Vô địch               | 9           | Hạng ba (1993)                               | 65            |
| Trinidad và Tobago                                           | Á quân                | 9           | Hạng ba (2000)                               | 67            |
| Haiti                                                        | Hạng ba               | 6           | Tứ kết (2002, 2009)                          | 76            |
| Cuba                                                         | Hạng tư               | 8           | Tứ kết (2003, 2013)                          | 107           |
| Trận play-off giữa đội hạng 5 Caribe và đội hạng tư Trung Mỹ |                       |             |                                              |               |
| Honduras                                                     | Play-off              | 12th        | Á quân (1991)                                | 75            |

## Địa điểm
| East Rutherford              | Charlotte | Atlanta | Baltimore | Philadelphia            |
| ---------------------------- | --- | --- | --- | ----------------------- |
| Sân vận động MetLife         | Sân vận động Bank of America | Georgia Dome | Sân vận động M&T Bank | Lincoln Financial Field |
| Sức chứa: 82.566             | Sức chứa: 74.455 | Sức chứa: 74.228 | Sức chứa: 71.008 | Sức chứa: 69.176        |
| Vòng knockout                | Bảng C | Vòng knockout | Vòng knockout | Vòng knockout           |
|                              | | | |                         |
| Foxborough                   | CarsonGlendaleFriscoHoustonKansasChicagoTorontoAtlantaCharlotteBaltimorePhiladelphiaEast RutherfordFoxboroughCúp Vàng CONCACAF 2015 (Hoa Kỳ) | CarsonGlendaleFriscoHoustonKansasChicagoTorontoAtlantaCharlotteBaltimorePhiladelphiaEast RutherfordFoxboroughCúp Vàng CONCACAF 2015 (Hoa Kỳ) | CarsonGlendaleFriscoHoustonKansasChicagoTorontoAtlantaCharlotteBaltimorePhiladelphiaEast RutherfordFoxboroughCúp Vàng CONCACAF 2015 (Hoa Kỳ) | Chicago                 |
| Sân vận động Gillette        | CarsonGlendaleFriscoHoustonKansasChicagoTorontoAtlantaCharlotteBaltimorePhiladelphiaEast RutherfordFoxboroughCúp Vàng CONCACAF 2015 (Hoa Kỳ) | CarsonGlendaleFriscoHoustonKansasChicagoTorontoAtlantaCharlotteBaltimorePhiladelphiaEast RutherfordFoxboroughCúp Vàng CONCACAF 2015 (Hoa Kỳ) | CarsonGlendaleFriscoHoustonKansasChicagoTorontoAtlantaCharlotteBaltimorePhiladelphiaEast RutherfordFoxboroughCúp Vàng CONCACAF 2015 (Hoa Kỳ) | Soldier Field           |
| Sức chứa: 68.756             | CarsonGlendaleFriscoHoustonKansasChicagoTorontoAtlantaCharlotteBaltimorePhiladelphiaEast RutherfordFoxboroughCúp Vàng CONCACAF 2015 (Hoa Kỳ) | CarsonGlendaleFriscoHoustonKansasChicagoTorontoAtlantaCharlotteBaltimorePhiladelphiaEast RutherfordFoxboroughCúp Vàng CONCACAF 2015 (Hoa Kỳ) | CarsonGlendaleFriscoHoustonKansasChicagoTorontoAtlantaCharlotteBaltimorePhiladelphiaEast RutherfordFoxboroughCúp Vàng CONCACAF 2015 (Hoa Kỳ) | Sức chứa: 63.500        |
| Bảng A                       | CarsonGlendaleFriscoHoustonKansasChicagoTorontoAtlantaCharlotteBaltimorePhiladelphiaEast RutherfordFoxboroughCúp Vàng CONCACAF 2015 (Hoa Kỳ) | CarsonGlendaleFriscoHoustonKansasChicagoTorontoAtlantaCharlotteBaltimorePhiladelphiaEast RutherfordFoxboroughCúp Vàng CONCACAF 2015 (Hoa Kỳ) | CarsonGlendaleFriscoHoustonKansasChicagoTorontoAtlantaCharlotteBaltimorePhiladelphiaEast RutherfordFoxboroughCúp Vàng CONCACAF 2015 (Hoa Kỳ) | Bảng C                  |
|                              | CarsonGlendaleFriscoHoustonKansasChicagoTorontoAtlantaCharlotteBaltimorePhiladelphiaEast RutherfordFoxboroughCúp Vàng CONCACAF 2015 (Hoa Kỳ) | CarsonGlendaleFriscoHoustonKansasChicagoTorontoAtlantaCharlotteBaltimorePhiladelphiaEast RutherfordFoxboroughCúp Vàng CONCACAF 2015 (Hoa Kỳ) | CarsonGlendaleFriscoHoustonKansasChicagoTorontoAtlantaCharlotteBaltimorePhiladelphiaEast RutherfordFoxboroughCúp Vàng CONCACAF 2015 (Hoa Kỳ) |                         |
| Glendale                     | CarsonGlendaleFriscoHoustonKansasChicagoTorontoAtlantaCharlotteBaltimorePhiladelphiaEast RutherfordFoxboroughCúp Vàng CONCACAF 2015 (Hoa Kỳ) | CarsonGlendaleFriscoHoustonKansasChicagoTorontoAtlantaCharlotteBaltimorePhiladelphiaEast RutherfordFoxboroughCúp Vàng CONCACAF 2015 (Hoa Kỳ) | CarsonGlendaleFriscoHoustonKansasChicagoTorontoAtlantaCharlotteBaltimorePhiladelphiaEast RutherfordFoxboroughCúp Vàng CONCACAF 2015 (Hoa Kỳ) | Carson                  |
| Sân vận động Đại học Phoenix | CarsonGlendaleFriscoHoustonKansasChicagoTorontoAtlantaCharlotteBaltimorePhiladelphiaEast RutherfordFoxboroughCúp Vàng CONCACAF 2015 (Hoa Kỳ) | CarsonGlendaleFriscoHoustonKansasChicagoTorontoAtlantaCharlotteBaltimorePhiladelphiaEast RutherfordFoxboroughCúp Vàng CONCACAF 2015 (Hoa Kỳ) | CarsonGlendaleFriscoHoustonKansasChicagoTorontoAtlantaCharlotteBaltimorePhiladelphiaEast RutherfordFoxboroughCúp Vàng CONCACAF 2015 (Hoa Kỳ) | StubHub Center          |
| Sức chứa: 63.400             | CarsonGlendaleFriscoHoustonKansasChicagoTorontoAtlantaCharlotteBaltimorePhiladelphiaEast RutherfordFoxboroughCúp Vàng CONCACAF 2015 (Hoa Kỳ) | CarsonGlendaleFriscoHoustonKansasChicagoTorontoAtlantaCharlotteBaltimorePhiladelphiaEast RutherfordFoxboroughCúp Vàng CONCACAF 2015 (Hoa Kỳ) | CarsonGlendaleFriscoHoustonKansasChicagoTorontoAtlantaCharlotteBaltimorePhiladelphiaEast RutherfordFoxboroughCúp Vàng CONCACAF 2015 (Hoa Kỳ) | Sức chứa: 30.510        |
| Bảng C                       | CarsonGlendaleFriscoHoustonKansasChicagoTorontoAtlantaCharlotteBaltimorePhiladelphiaEast RutherfordFoxboroughCúp Vàng CONCACAF 2015 (Hoa Kỳ) | CarsonGlendaleFriscoHoustonKansasChicagoTorontoAtlantaCharlotteBaltimorePhiladelphiaEast RutherfordFoxboroughCúp Vàng CONCACAF 2015 (Hoa Kỳ) | CarsonGlendaleFriscoHoustonKansasChicagoTorontoAtlantaCharlotteBaltimorePhiladelphiaEast RutherfordFoxboroughCúp Vàng CONCACAF 2015 (Hoa Kỳ) | Bảng B                  |
|                              | CarsonGlendaleFriscoHoustonKansasChicagoTorontoAtlantaCharlotteBaltimorePhiladelphiaEast RutherfordFoxboroughCúp Vàng CONCACAF 2015 (Hoa Kỳ) | CarsonGlendaleFriscoHoustonKansasChicagoTorontoAtlantaCharlotteBaltimorePhiladelphiaEast RutherfordFoxboroughCúp Vàng CONCACAF 2015 (Hoa Kỳ) | CarsonGlendaleFriscoHoustonKansasChicagoTorontoAtlantaCharlotteBaltimorePhiladelphiaEast RutherfordFoxboroughCúp Vàng CONCACAF 2015 (Hoa Kỳ) |                         |
| Houston                      | Toronto | Frisco | Kansas |                         |
| Sân vận động BBVA Compass    | BMO Field | Sân vận động Toyota | Sporting Park |                         |
| Sức chứa: 22.039             | Sức chứa: 30.000 | Sức chứa: 20.500 | Sức chứa: 18.467 |                         |
| Bảng B                       | Bảng B | Bảng A | Bảng A |                         |
|                              | | | |                         |

## Bốc thăm
Ba đội sau đây được đặc cách vào thẳng vòng bảng vào ngày 16 tháng 12 năm 2014: Hoa Kỳ (Bảng A), Costa Rica (Bảng B) và Mexico (Bảng C). Các đội hạt giống được xác định dựa vào bảng xếp hạng FIFA được công bố vào ngày 27 tháng 11 năm 2014.
| Nhóm hạt giống                              | Nhóm không phải hạt giống                          | Nhóm không phải hạt giống                      | Nhóm không phải hạt giống                   |
| ------------------------------------------- | -------------------------------------------------- | ---------------------------------------------- | ------------------------------------------- |
| Costa Rica (16) · México (20) · Hoa Kỳ (28) | Trinidad và Tobago (54) · Panamá (56) · Haiti (68) | Jamaica (71) · Honduras (72)† · Guatemala (73) | Cuba (79) · El Salvador (93) · Canada (110) |

Chú thích
- † Đội vượt qua vòng loại không được đảm bảo tại thời điểm công bố hạt giống.

Lễ bốc thăm chia bảng sẽ được điều hành bởi CONCACAF vào tháng 3 năm 2015.

## Trọng tài
Dưới đây là danh sách các trọng tài tham gia điều khiển các trận đấu của Cúp Vàng CONCACAF 2015.
Trọng tài
| - David Gantar - Henry Bejarano - Ricardo Montero - Walter Quesada - Yadel Martinez - Joel Aguilar | - Elmer Bonilla - Marlon Mejia - Walter Lopez - Armando Castro - Oscar Moncada - Hector Rodriguez | - Roberto Garcia - Fernando Guerrero - Cesar Ramos - Jhon Pitti - Mark Geiger - Jair Marrufo |

Trợ lý trọng tài
| - Daniel Belleau - Philippe Briere - Warner Castro - Octavio Jara - Leonel Leal - Hiran Dopico | - William Torres - Juan Zumba - Hermenerito Leal - Gerson Lopez - Christian Ramirez - Garnet Page | - Jose Luis Camargo - Alberto Morin - Daniel Williamson - Eric Boria - Peter Manikowski - CJ Morgante |

## Vòng bảng
Giờ thi đấu tính theo giờ địa phương (UTC−4).

### Bảng A
| VT | Đội        | ST | T | H | B | BT | BB | HS | Đ | Kết quả vòng bảng                       |
| -- | ---------- | -- | - | - | - | -- | -- | -- | - | --------------------------------------- |
| 1  | Hoa Kỳ (H) | 3  | 2 | 1 | 0 | 4  | 2  | +2 | 7 | Giành quyền vào vòng đấu loại trực tiếp |
| 2  | Haiti      | 3  | 1 | 1 | 1 | 2  | 2  | 0  | 4 | Giành quyền vào vòng đấu loại trực tiếp |
| 3  | Panamá     | 3  | 0 | 3 | 0 | 3  | 3  | 0  | 3 | Giành quyền vào vòng đấu loại trực tiếp |
| 4  | Honduras   | 3  | 0 | 1 | 2 | 2  | 4  | −2 | 1 |                                         |

| 7 tháng 7 năm 2015  |     |          |                                   |
| Panamá              | 1–1 | Haiti    | Sân vận động Toyota, Frisco       |
| Hoa Kỳ              | 2–1 | Honduras | Sân vận động Toyota, Frisco       |
| 10 tháng 7 năm 2015 |     |          |                                   |
| Honduras            | 1–1 | Panamá   | Sân vận động Gillette, Foxborough |
| Hoa Kỳ              | 1–0 | Haiti    | Sân vận động Gillette, Foxborough |
| 13 tháng 7 năm 2015 |     |          |                                   |
| Haiti               | 1–0 | Honduras | Sporting Park, Kansas City        |
| Panamá              | 1–1 | Hoa Kỳ   | Sporting Park, Kansas City        |

### Bảng B
| VT | Đội         | ST | T | H | B | BT | BB | HS | Đ | Kết quả vòng bảng                       |
| -- | ----------- | -- | - | - | - | -- | -- | -- | - | --------------------------------------- |
| 1  | Jamaica     | 3  | 2 | 1 | 0 | 4  | 2  | +2 | 7 | Giành quyền vào vòng đấu loại trực tiếp |
| 2  | Costa Rica  | 3  | 0 | 3 | 0 | 3  | 3  | 0  | 3 | Giành quyền vào vòng đấu loại trực tiếp |
| 3  | El Salvador | 3  | 0 | 2 | 1 | 1  | 2  | −1 | 2 |                                         |
| 4  | Canada (H)  | 3  | 0 | 2 | 1 | 0  | 1  | −1 | 2 |                                         |

| 8 tháng 7 năm 2015  |     |             |                                    |
| Costa Rica          | 2–2 | Jamaica     | StubHub Center, Carson             |
| El Salvador         | 0–0 | Canada      | StubHub Center, Carson             |
| 11 tháng 7 năm 2015 |     |             |                                    |
| Jamaica             | 1–0 | Canada      | Sân vận động BBVA Compass, Houston |
| Costa Rica          | 1–1 | El Salvador | Sân vận động BBVA Compass, Houston |
| 14 tháng 7 năm 2015 |     |             |                                    |
| Jamaica             | 1–0 | El Salvador | BMO Field, Toronto                 |
| Canada              | 0–0 | Costa Rica  | BMO Field, Toronto                 |

### Bảng C
| VT | Đội                | ST | T | H | B | BT | BB | HS | Đ | Kết quả vòng bảng                       |
| -- | ------------------ | -- | - | - | - | -- | -- | -- | - | --------------------------------------- |
| 1  | Trinidad và Tobago | 3  | 2 | 1 | 0 | 9  | 5  | +4 | 7 | Giành quyền vào vòng đấu loại trực tiếp |
| 2  | México             | 3  | 1 | 2 | 0 | 10 | 4  | +6 | 5 | Giành quyền vào vòng đấu loại trực tiếp |
| 3  | Cuba               | 3  | 1 | 0 | 2 | 1  | 8  | −7 | 3 | Giành quyền vào vòng đấu loại trực tiếp |
| 4  | Guatemala          | 3  | 0 | 1 | 2 | 1  | 4  | −3 | 1 |                                         |

| 9 tháng 7 năm 2015  |     |                    |                                         |
| Trinidad và Tobago  | 3–1 | Guatemala          | Soldier Field, Chicago                  |
| México              | 6–0 | Cuba               | Soldier Field, Chicago                  |
| 12 tháng 7 năm 2015 |     |                    |                                         |
| Trinidad và Tobago  | 2–0 | Cuba               | Sân vận động Đại học Phoenix, Glendale  |
| Guatemala           | 0–0 | México             | Sân vận động Đại học Phoenix, Glendale  |
| 15 tháng 7 năm 2015 |     |                    |                                         |
| Cuba                | 1–0 | Guatemala          | Sân vận động Bank of America, Charlotte |
| México              | 4–4 | Trinidad và Tobago | Sân vận động Bank of America, Charlotte |

### Thứ tự các đội xếp thứ ba
| VT | Bg | Đội         | ST | T | H | B | BT | BB | HS | Đ | Giành quyền tham dự                     |
| -- | -- | ----------- | -- | - | - | - | -- | -- | -- | - | --------------------------------------- |
| 1  | A  | Panamá      | 3  | 0 | 3 | 0 | 3  | 3  | 0  | 3 | Giành quyền vào vòng đấu loại trực tiếp |
| 2  | C  | Cuba        | 3  | 0 | 2 | 1 | 1  | 2  | −1 | 2 | Giành quyền vào vòng đấu loại trực tiếp |
| 3  | B  | El Salvador | 2  | 0 | 1 | 1 | 1  | 3  | −2 | 1 |                                         |

## Vòng đấu loại trực tiếp
|  | Tứ kết                       | Tứ kết               |                           |       | Bán kết       | Bán kết              |                      |  | Chung kết | Chung kết |
|  |                              |                      |                           |       |               |                      |                      |  |           |           |
|  | 18 tháng 7 – Baltimore       |                      |                           |       |               |                      |                      |  |           |           |
|  |                              |                      |                           |       |               |                      |                      |  |           |           |
|  | Hoa Kỳ                       | 6                    |                           |       |               |                      |                      |  |           |           |
|  | Hoa Kỳ                       | 6                    | 22 tháng 7 – Atlanta      |       |               |                      |                      |  |           |           |
|  | Cuba                         | 0                    |                           |       |               |                      |                      |  |           |           |
|  | Cuba                         | 0                    | Hoa Kỳ                    | 1     |               |                      |                      |  |           |           |
|  | 18 tháng 7 – Baltimore       |                      | Hoa Kỳ                    | 1     |               |                      |                      |  |           |           |
|  |                              |                      | Jamaica                   | 2     |               |                      |                      |  |           |           |
|  | Haiti                        | 0                    | Jamaica                   | 2     |               |                      |                      |  |           |           |
|  | Haiti                        | 0                    | 26 tháng 7 – Philadelphia |       |               |                      |                      |  |           |           |
|  | Jamaica                      | 1                    |                           |       |               |                      |                      |  |           |           |
|  | Jamaica                      | 1                    | Jamaica                   | 1     |               |                      |                      |  |           |           |
|  | 19 tháng 7 – East Rutherford |                      | Jamaica                   | 1     |               |                      |                      |  |           |           |
|  |                              | México               | 3                         |       |               |                      |                      |  |           |           |
|  | Trinidad và Tobago           | México               | 3                         | 1 (5) |               |                      |                      |  |           |           |
|  | Trinidad và Tobago           | 22 tháng 7 – Atlanta |                           | 1 (5) |               |                      |                      |  |           |           |
|  | Panamá                       | 1 (6)                |                           |       |               |                      |                      |  |           |           |
|  | Panamá                       | 1 (6)                | Panamá                    | 1     | Tranh hạng ba | Tranh hạng ba        |                      |  |           |           |
|  | 19 tháng 7 – East Rutherford |                      | Panamá                    | 1     | Tranh hạng ba | Tranh hạng ba        |                      |  |           |           |
|  |                              |                      | México                    | 2     |               | 25 tháng 7 – Chester | 25 tháng 7 – Chester |  |           |           |
|  | México (h.p.)                | 1                    | México                    | 2     |               | 25 tháng 7 – Chester | 25 tháng 7 – Chester |  |           |           |
|  | México (h.p.)                | 1                    |                           |       | Hoa Kỳ        | 1 (2)                |                      |  |           |           |
|  | Costa Rica                   | 0                    |                           |       | Hoa Kỳ        | 1 (2)                |                      |  |           |           |
|  | Costa Rica                   | 0                    | Panamá                    | 1 (3) |               |                      |                      |  |           |           |
|  |                              |                      |                           | 1 (3) |               |                      |                      |  |           |           |

### Tứ kết
| Hoa Kỳ                                                              | 6–0      | Cuba |
| ------------------------------------------------------------------- | -------- | ---- |
| Dempsey 4', 64' (ph.đ.), 78' · Zardes 15' · Aron 32' · Gonzalez 45' | Chi tiết |      |

| Haiti | 0–1      | Jamaica   |
| ----- | -------- | --------- |
|       | Chi tiết | Barnes 7' |

| Trinidad và Tobago                                                                      | 1–1 (s.h.p.) | Panamá                                                                                   |
| --------------------------------------------------------------------------------------- | ------------ | ---------------------------------------------------------------------------------------- |
| K. Jones 53'                                                                            | Chi tiết     | Tejada 36'                                                                               |
| Loạt sút luân lưu                                                                       |              |                                                                                          |
| Guerra · Bateau · J. Jones · Williams · K. Jones · Abu Bakr · Cyrus · Boucaud · Peltier | 5–6          | R. Torres · G. Torres · Davis · Arroyo · Cooper · Cummings · Quintero · Pérez · Pimentel |

| México                  | 1–0 (s.h.p.) | Costa Rica |
| ----------------------- | ------------ | ---------- |
| Guardado 120+4' (ph.đ.) | Chi tiết     |            |

### Bán kết
| Hoa Kỳ      | 1–2      | Jamaica                   |
| ----------- | -------- | ------------------------- |
| Bradley 47' | Chi tiết | Mattocks 30' · Barnes 35' |

| Panamá        | 1–2 (s.h.p.) | México                          |
| ------------- | ------------ | ------------------------------- |
| R. Torres 57' | Chi tiết     | Guardado 90+10', 105+1' (ph.đ.) |

### Tranh hạng ba
| Hoa Kỳ                                             | 1–1 (s.h.p.) | Panamá                                 |
| -------------------------------------------------- | ------------ | -------------------------------------- |
| Dempsey 70'                                        | Chi tiết     | Nurse 55'                              |
| Loạt sút luân lưu                                  |              |                                        |
| Jóhannsson · Dempsey · Johnson · Bradley · Beasley | 2–3          | R. Torres · Arroyo · Cooper · Cummings |

### Chung kết
| Jamaica      | 1–3      | México                                  |
| ------------ | -------- | --------------------------------------- |
| Mattocks 78' | Chi tiết | Guardado 31' · Corona 46' · Peralta 60' |

### Vô địch
| Vô địch Cúp Vàng CONCACAF 2015 México Lần thứ mười |

## Danh sách cầu thủ ghi bàn
7 bàn
- Clint Dempsey

6 bàn
- Andrés Guardado

4 bàn
- Oribe Peralta

2 bàn
- Duckens Nazon
- Giles Barnes
- Darren Mattocks
- Garath McCleary
- Carlos Vela
- Luis Tejada
- Sheldon Bateau
- Keron Cummings
- Kenwyne Jones
- Michael Bradley

1 bàn
- Roy Miller
- David Ramírez
- Bryan Ruiz
- Maikel Reyes
- Dustin Corea
- Carlos Ruiz
- Carlos Discua
- Andy Najar
- Rodolph Austin
- Jobi McAnuff
- Paul Aguilar
- Jesús Corona
- Giovani dos Santos
- Roberto Nurse
- Blas Pérez
- Alberto Quintero
- Román Torres
- Andre Boucaud
- Cordell Cato
- Joevin Jones
- Yohance Marshall
- Omar Gonzalez
- Aron Jóhannsson
- Gyasi Zardes

phản lưới nhà
- Kenwyne Jones (trận gặp México)

### Giải thưởng
| Đội đoạt giải phong cách | Găng tay vàng | Chiếc giày vàng | Quả bóng vàng   |
| ------------------------ | ------------- | --------------- | --------------- |
|                          | Brad Guzan    | Clint Dempsey   | Andres Guardado |

### Bảng xếp hạng chung cuộc
| VT | Đội                | ST | T | H | B | BT | BB | HS  | Đ  | Kết quả chung cuộc  |
| -- | ------------------ | -- | - | - | - | -- | -- | --- | -- | ------------------- |
| 1  | México             | 6  | 4 | 2 | 0 | 16 | 6  | +10 | 14 | Vô địch             |
| 2  | Jamaica            | 6  | 4 | 1 | 1 | 8  | 6  | +2  | 13 | Á quân              |
| 3  | Panamá             | 6  | 0 | 5 | 1 | 6  | 7  | −1  | 5  | Hạng ba             |
| 4  | Hoa Kỳ (H)         | 6  | 3 | 2 | 1 | 12 | 5  | +7  | 11 | Hạng tư             |
|    |                    |    |   |   |   |    |    |     |    |                     |
| 5  | Trinidad và Tobago | 4  | 2 | 2 | 0 | 10 | 6  | +4  | 8  | Bị loại ở tứ kết    |
| 6  | Haiti              | 4  | 1 | 1 | 2 | 2  | 3  | −1  | 4  | Bị loại ở tứ kết    |
| 7  | Costa Rica         | 4  | 0 | 3 | 1 | 3  | 4  | −1  | 3  | Bị loại ở tứ kết    |
| 8  | Cuba               | 4  | 1 | 0 | 3 | 1  | 14 | −13 | 3  | Bị loại ở tứ kết    |
|    |                    |    |   |   |   |    |    |     |    |                     |
| 9  | El Salvador        | 3  | 0 | 2 | 1 | 1  | 2  | −1  | 2  | Bị loại ở vòng bảng |
| 10 | Canada (H)         | 3  | 0 | 2 | 1 | 0  | 1  | −1  | 2  | Bị loại ở vòng bảng |
| 11 | Honduras           | 3  | 0 | 1 | 2 | 2  | 4  | −2  | 1  | Bị loại ở vòng bảng |
| 12 | Guatemala          | 3  | 0 | 1 | 2 | 1  | 4  | −3  | 1  | Bị loại ở vòng bảng |

## Truyền thông
| Lãnh thổ            | Các đài truyền hình                                    | Ghi chú |
| ------------------- | ------------------------------------------------------ | ------- |
| Châu Phi            | Supersport                                             |         |
| Arab World          | beIN Sports (MENA)                                     |         |
| Brasil              | SporTV                                                 |         |
| Canada              | Sportsnet                                              |         |
| Trung Quốc          | CSM                                                    |         |
| Colombia            | Win Sports                                             |         |
| Costa Rica          | Repretel, Teletica                                     |         |
| El Salvador         | Telecorporacion Salvadoreña                            |         |
| Guatemala           | Canal 3 y 7                                            |         |
| Honduras            | Televicentro                                           |         |
| Hồng Kông           | iCable                                                 |         |
| Malaysia            | Astro                                                  |         |
| México              | Televisa, TV Azteca                                    |         |
| Panamá              | TV Nacional de Panamá, Medcom                          |         |
| Bồ Đào Nha          | Sport TV                                               |         |
| Singapore           | Starhub                                                |         |
| Nam Mỹ (trừ Brasil) | Gol TV                                                 |         |
| Tây Ban Nha         | Media Pro, Gol TV                                      |         |
| Thái Lan            | Grammy                                                 |         |
| Thổ Nhĩ Kỳ          | -                                                      |         |
| Anh Quốc            | ESPN UK                                                |         |
| Hoa Kỳ              | Fox Sports 1 (Tiếng Anh) Univision (Tiếng Tây Ban Nha) |         |
| Toàn thế giới       | Perform Group                                          |         |